# Cigüenza (Cantabria)

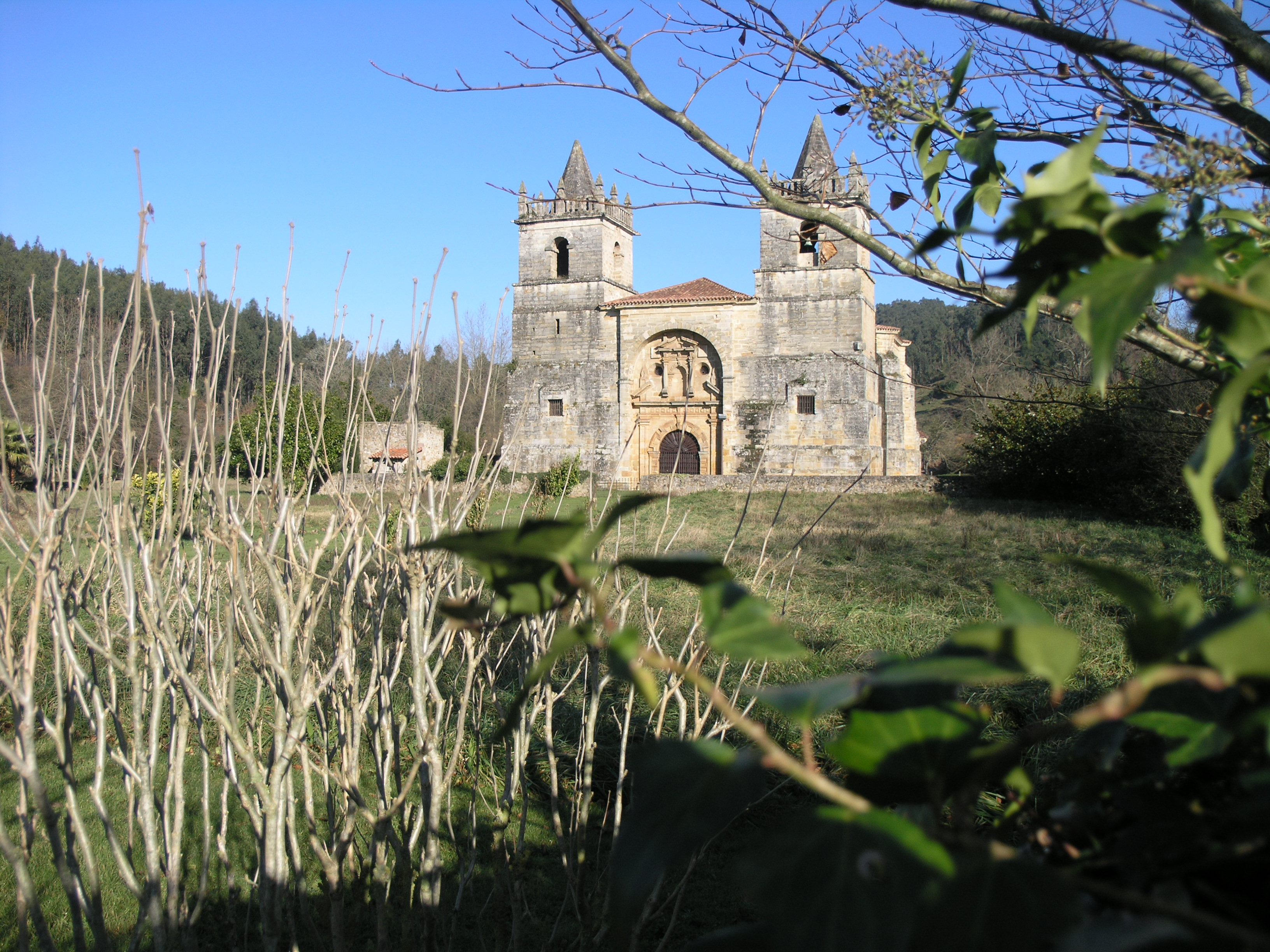
Iglesia de San Martín, en Cigüenza.

Cigüenza es una localidad del municipio de Alfoz de Lloredo (Cantabria, España). En el año 2008 contaba con una población de 89 habitantes (INE), distribuidos en dos barrios: la Iglesia y la Herrería. Esta localidad está situada a un kilómetros de la capital municipal, Novales, en un valle entre cerros. En el pasado, Cigüenza perteneció al ayuntamiento de Ruiloba y partido judicial de San Vicente de la Barquera. Celebra las fiestas de San Pantaleón (27 de julio) y de San Martín (11 de noviembre).
Según el cartulario de la Abadía de Santillana del Mar, la existencia de Cigüenza es comprobable desde al menos el año 1117.
Destaca del lugar, la iglesia de San Martín de Tours, declarada Bien de interés cultural, con categoría de monumento, el 20 de abril de 1992. Es una de las más destacadas construcciones del barroco en Cantabria. Fue consagrada en el año 1743, habiéndose erigido principalmente con las aportaciones de un indiano, don Juan Antonio de Tagle-Bracho, conde de la Casa Tagle de Trasierra, que vivió y murió en Lima (Perú). Tiene dos torres de sillería que enmarcan una de las dos fachadas con las que cuenta el edificio. Ambas portadas tienen arcos de medio punto, frontones partidos y ventanas redondas. La iglesia de San Martín acoge cada mes de julio un concierto comprendido en el Encuentro de Santander "Música y Academia", organizado por la Fundación Albéniz.